# 世界1-1
「世界1-1」是任天堂於1985年在红白机平台推出的平臺遊戲《超級瑪利歐兄弟》的首個關卡。此關卡是由宮本茂設計，用於教新玩家快速上手遊戲。「世界1-1」是最有代表性的遊戲關卡之一，常被仿製或戲仿。

## 設計

### 設計哲學
在第三世代遊戲主機那時，罕有遊戲靠教學關解說遊戲機制，玩家都在關卡設計的引導下，來學習遊戲操作方式。像《銀河戰士》、《薩爾達傳說》和、《超級瑪利歐兄弟》等紅白機遊戲，他們開頭環節用了一種設計，玩家要仔細研究遊戲機制才能前進。《超級瑪利歐兄弟》是首款主角為瑪利歐的橫版闖關遊戲，也是宮本茂最早監督設計的遊戲之一。《超級瑪利歐兄弟》首關並非沒選擇的佈設障礙，而是安排各類危險和物體，讓玩家前進過關時做出反應。
宮本茂在接受網站“歐洲玩家”採訪時稱，他創作「世界1-1」時加入的元素，足夠讓玩家「逐漸反應過來他們在幹什麼」，並迅速理解遊戲操作方法。依宮本所言，玩家明白遊戲機制後，就會玩得更自由，遊戲也成了「他的遊戲」。

### 製作

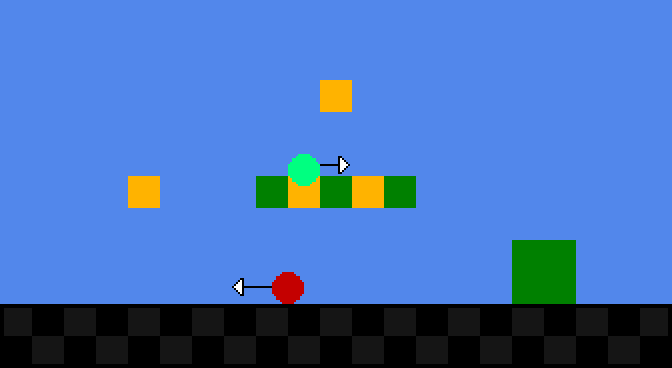
世界1-1開頭的圖示。瑪利歐要跳過朝他走動的栗寶寶（紅）。瑪利歐頂起金色磚塊時，蘑菇（淺綠）會出現並直接向右移動，接著從平臺掉下撞上水管（綠）彈回來。蘑菇之後將朝瑪利歐方向移動，他這時應沒時間避開

「世界1-1」開頭玩家——控制著瑪利歐——會看到一隻栗寶寶緩慢走來。1UP.com稱它很能輕鬆跳起躲開，但新玩家很容易被這最初的敵人幹掉。玩家在幾乎沒丟進度的情況下，吸取教訓再度嘗試。過掉栗寶寶這關後，玩家來到佈置好的磚塊前，磚塊中有些為金色。從下方頂某些金色磚塊會蹦出金幣，宮本稱玩家看到金幣後會「開心」，並想再次操作。第二個的金色磚塊會頂出蘑菇；蘑菇會按一定路線朝瑪利歐移動，而玩家因磚塊佈局很難避開。玩家吃到蘑菇後會強化力量，身高變高。
玩家通過這組磚塊後，會看到一組四個豎直障礙（水管），並要跳過這些障礙。這組障礙高度不一，巧妙的告訴玩家，跳躍鍵按壓時間越長跳的越高。在不同寬度的落穴處，玩家會知道藉助「跑動鍵」會跳得更遠。此外宮本還用落穴說明，玩家掉進去會受懲罰，且不必從頭重玩全關。
「世界1-1」有些暗藏要素——比如通往獎勵房間的管道，以及隱藏獎命磚塊——玩家多輪遊戲後可以發現。走管道會繞過關卡一大截路，有經驗的玩家重玩時能快速前進。

## 影響
「世界1-1」常被視為最具代表性的電子遊戲關卡之一，Gamasutra克里斯·克爾稱它為「傳奇」。遊戲狂言將“世界1-1”評為電子遊戲最佳首關，稱它「引燃全球玩家對遊戲熱愛的心」，《帕斯泰雜誌》將關卡評為「教導玩家如何遊玩的宗師課」。
1UP.com的傑里米·帕里什稱，「許多遊戲取得成功，源自於最頭就給玩家準備了掌握用的工具」。遊戲後續關卡有新元素時，展現方法基本類同「世界1-1」，系列續作（如《超級瑪利歐兄弟3》）亦有發揚「世界1-1」的玩家入門機制。「電子遊戲單個關卡中，最廣受模仿、參考、戲仿」的關卡，帕里什這樣稱「世界1-1」。
《超級瑪利歐兄弟》的設計哲學有「遊戲化學習」之稱，宮本茂後都以該理念設計遊戲。「世界1-1」對之後超級瑪利歐遊戲影響深遠，《超級瑪利歐3D世界》第一關是為一例。